# Альфредо Тена
Альфредо Тена Гардуньйо (ісп. Alfredo Tena Garduño, нар. 21 листопада 1956, Мехіко) — мексиканський футболіст, що грав на позиції захисника. По завершенні ігрової кар'єри — тренер.
Виступав, зокрема, за клуб «Америка», а також національну збірну Мексики.

## Клубна кар'єра
Вихованець клубу «Америка» (Мехіко). Він дебютував в чемпіонаті у віці 17 років, в 1973 році і швидко став основним гравцем, а зходом і отримав капітанську пов'язку. Більшу частину часу в команді він грав роль лідера «Америки», яка проходила один з найуспішніших періодів в її історії — він вигравав з командою національний чемпіонат шість разів (у сезонах 1975/76, 1983/84, 1984/85, 1985, 1987/88 та 1988/89), тричі вигравав Суперкубок Мексики (1976, 1988, 1989), чотири рази — Кубок чемпіонів КОНКАКАФ (1977, 1987, 1990, 1992) та двічі Міжамериканський кубок (1978, 1991). Він виступав за рідну команду аж до 1992 року, зігравши майже у 500 матчах чемпіонату. Його вважають однією з найбільших легенд клубу. У 2011 році він був обраний до символічної збірної «Америки» всіх часів.
Завершив ігрову кар'єру у команді «Текос», за яку виступав протягом 1992—1993 років.

## Виступи за збірну
1 листопада 1977 року дебютував в офіційних матчах у складі національної збірної Мексики в товариській грі проти Югославії (5:1).

Альфредо Тена (праворуч), капітан Мексики, вітає Гаетано Ширеа перед матчем проти Італії в 1984 році.

У складі збірної був учасником чемпіонату світу 1978 року в Аргентині, зігравши у двох зустрічах — з Тунісом (1:3) та ФРН (0:6), але його команда не змогла подолати груповий етап.
Згодом також грав у кваліфікації на чемпіонат світу 1982 року, яку мексиканці не пройшли, а у 1986 році не зміг взяти участь у домашньому чемпіонаті світу через конфлікт із спонсорськими спортивними фірмами, оскільки команда носила інший бренд, ніж той, який мав чинний контракт з Теною.
Останній його матч за збірну відбувся 17 квітня 1990 року в товариській грі проти Колумбії (2:0) в США. Загалом протягом кар'єри у національній команді, яка тривала 14 років, провів у її формі 30 матчів.

## Тренерська кар'єра
Закінчивши свою футбольну кар'єру, Тена залишився у «Текосі», ставши помічником тренера Альберто Гуерри.
Тена розпочав свою самостійну тренерську роботу у сезоні 1993/94 років як тренер «Пуебли», але особливих успіхів з нею не досяг. У 1996 році він перебрався у команду «Сантос Лагуна», з якою виграв перший чемпіонський титул як у тренерській кар'єрі, так і в історії клубу.
У 1998—1999 роках він знову очолював «Пуеблу», а в 1999 році став тренером команди «Америки», кольори якої він захищав у минулому як футболіст. За півтора роки роботи в клубі він не вигравав жодного трофею, але досяг гарного результату в турнірі Кубка Лібертадорес 2000, діставшись до півфіналу.
У 2001—2003 роках тренував «Пачуку», з якою виграв чемпіонат Мексики Інв'єрно 2001 року та Кубок чемпіонів КОНКАКАФ у 2002 році. Завдяки цьому він став першим мексиканцем, який виграв Кубок чемпіонів і як гравець, і як тренер.
Після короткого перебування в «Керетаро» Тена знову став тренером «Пачуки», а у Клаусурі 2006 він очолював «Веракрус» у п'яти іграх, але його команда програла у всіх цих іграх.
Надалі в Апертурі 2006 та Клаусурі 2007 він був помічником свого брата Луїса Фернандо в «Америці». Пізніше він успішно тренував юніорські команди Америки, вигравши чемпіонат Мексики U-15, два чемпіонські титули U-20 та третє місце на Кубку Лібертадорес U-20. У середині вересня 2011 року Тена замінив свого колишнього товариша по команді, чилійця Карлоса Рейносо, ставши головним тренером першої команди «Америки». Він був звільнений наприкінці сезону 2011 року в Апертурі у листопаді через погані результати (1 перемога, 3 нічиї та 4 поразки).
Наприкінці листопада 2012 року він став помічником свого співвітчизника Хав'єра Агірре в іспанській команді «Еспаньйол» з Барселони.
Останнім місцем тренерської роботи був клуб «Монаркас Морелія», головним тренером команди якого Тена був у 2014—2015 роках, після чого 2016 року знову був асистентом свого брата, цього разу у клубі «Леон».

## Особисте життя
Він брат Луїса Фернандо Тени та батько Альфредо Омара Тени, які теж були футболістами, а потім тренерами.

## Досягнення

### Як гравця
«Америка»
- Чемпіон Мексики: 1975–76[en], 1983–84[en], 1984–85[en], 1985[en], 1987–88[en], 1988–89[en]
- Чемпіон чемпіонів: 1976[en], 1988[en], 1989[en]
- Ліга чемпіонів КОНКАКАФ: 1978[en], 1987[en], 1990[en]
- Міжамериканський кубок: 1977, 1990

Збірна Мексики
- Переможець Чемпіонату націй КОНКАКАФ: 1977

### Як тренера
«Сантос Лагуна»
- Чемпіон Мексики (1): Інв'єрно 1996[en]

«Пачука»
- Чемпіон Мексики (1): Інв'єрно 2001[en]
- Ліга чемпіонів КОНКАКАФ (1): 2002